# Сінефондасьйон
«Сінефондасьйо́н» (фр. Cinéfondation) — конкурсна програма (секція) Каннського міжнародного кінофестивалю, заснована у 1998 році за ініціативою Жиля Жакоба, який на той момент був президентом кінофестивалю.

Мета програми — відкривати та підтримувати молодих кінематографістів і студентські роботи зі всього світу.
З часу заснування «Сінефондасьйон» впровадила додаткові програми, які допомагають досягти поставленої мети. Сьогодні вона складається з трьох різних проєктів: «Відбір», «Резиденція» та «Ательє».

## Проєкти

### Відбір
«Сінефондасьйон» відбирає від п'ятнадцяти до двадцяти перспективних короткометражних і середньометражних фільмів (окрім документальних), представлених кіношколами з усього світу. Відбір «Сінефондасьйон» (фр. La Sélection) є паралельною секцією офіційного відбору Каннського кінофестивалю. З 1998 року було відібрано більше 320 фільмів з понад ста шкіл у світі.
Щороку для участі у відборі «Сінефондасьйон» потрапляє понад 1000 студентських кіноробіт. Фільми, що потрапили до відбору, демонструються на фестивалі та оцінюються журі «Сінефондасьйон» та короткометражних фільмів, яке на офіційній фестивальній церемонії нагороджує призами кращих трьох.

### Резиденція
Проєкт «Резиденція» (фр. La Résidence) щороку відбирає і приймає в Парижі на чотири з половиною місяці талановитих зарубіжних кінематографістів з метою надання допомоги в процесі підготовки дебютної або другої повнометражної кінострічки.

### Ательє
Проєкт «Ательє» (фр. L'Atelier) був створений у 2005 році з метою підтримки новаторських ідей у кіно й появи нового покоління кінематографістів. Щороку програма допомагає близько двадцяти режисерам отримувати міжнародне фінансування, зустрічатися з виробниками, дистриб'юторами та брати участь у повсякденному житті фестивалю.